# 신태수
신태수는 도라에몽의 등장인물이다. 초등학교의 남교사이자, 진구네 반의 담임 선생님으로, 항상 무서울 정도로 많은 양의 숙제를 내거나 숙제를 안 해오거나 지각을 하면 복도에 서게 해서 벌을 주는 고리타분한 성격의 교사이다. 신이슬의 아버지인 신혼길과 외모가 닮았다.

## 설정
학교명 및 학급은 원작에서는 불분명하나 각 애니메이션에서는 독자적으로 설정되어 있었다.
- 1작 - 시타마치 초등학교의 교사.
- 2작 1기 - ○×초등학교[1]의 4학년 3반의 교사[2].
- 2작 2기 - 도라초등학교의 교사.

이름의 경우에도 원작에서는 불분명하다. 그러나 2작 1기(오오야마판)에서는 센세이 에이이치로우(일본어: 先生えいいちろう)라고 설정했다.
또한 1작에서는 성을 가나리(我成)라고 설정했다.